# Lazare de Baïf
Lazare de Baïf (Manoir des Pins, 1496 – Parigi, 1547) è stato un umanista e religioso francese, abate nell'abbazia  di Saint-Sauveur de Charroux (Charroux (Vienne)), e in quella  di Notre-Dame de la Grainetière  (Les Herbiers), consigliere nel Parlamento di Parigi e Maestro delle Suppliche.

## Biografia
Il re Francesco I lo mandò come ambasciatore a Venezia nel 1530 e lo incaricò di varie commissioni importanti.
La sua opera principale è un libro in latino, riguardante l'abbigliamento degli antichi e l'arte della navigazione, stampato a Basilea nel 1541.
Tradusse l'Elettra di Sofocle nel 1537, e poi l'Ecuba. Scrisse versi in  latino.
Fu padre del poeta Jean Antoine de Baïf.

## Opere
- De re vestiaria. Bebel, Bâle 1526.
- De vasculis. Bebel, Bâle 1531.
- De re navali. Rob. Stephan, Paris 1536.
- Tragedie de Sophocles intitulée Electra, contenant la vengeance de l'inhumaine et trespiteuse mort d'Agamemnon Roy de Mycene la grand, faicte par sa femme Clytemnestra et son adultere Egistus. Ladicte Tragedie traduicte du grec dudit Sophocles en rythme Francoyse, ligne pour ligne, et vers pour vers. Estienne Roffet, Paris 1537.
- La Tragedie d'Euripide, nommee Hecuba: traduict de Grec en rythme Francoise, dédiée au Roy. Robert Estienne, Paris 1544.